# Stictolejeunea squamata
Stictolejeunea squamata är en bladmossart som först beskrevs av Carl Ludwig von Willdenow och Friedrich Weber, och fick sitt nu gällande namn av Victor Félix Schiffner. Stictolejeunea squamata ingår i släktet Stictolejeunea och familjen Lejeuneaceae. Inga underarter finns listade i Catalogue of Life.